# انگلهارت ۴۲۱۷
سیارک ۴۲۱۷ (به انگلیسی: 4217 Engelhardt، نامگذاری:1988BO2) چهار هزار و دویست و هفدهمین سیارک کشف شده‌است که در ۲۴ ژانویه ۱۹۸۸ کشف شد.
قدر مطلق سیارک برابر ۱۲٫۳۰ است.